# Georg-Hartmann de Liechtenstein
Le prince Georg-Hartmann de Liechtenstein (en allemand : Georg-Hartmann Maria Josef Franz de Paula Aloys Ignatius Benediktus Martin von und zu Liechtenstein), né le 11 novembre 1911 au château de Gross-Ullersdorf, district de Šumperk, région d'Olomouc, Tchéquie et mort le 18 janvier 1998 à Vienne, en Autriche, est un membre de la maison de Liechtenstein.  
Ingénieur et docteur en agronomie, il est le frère cadet du prince souverain François-Joseph II.

## Biographie

### Famille
Georg-Hartmann est le quatrième enfant et le troisième fils du prince Aloïs de Liechtenstein et de son épouse la princesse impériale et archiduchesse Élisabeth de Habsbourg-Lorraine, nièce de l'empereur François Joseph Ier d'Autriche.
Il a deux sœurs et cinq frères : 1) François-Joseph II (1906-1989), 2) Marie-Thérèse (1908-1973), 3) Charles-Alfred (1910-1985), 4) Ulric (1913-1978), 5) Marie-Henriette (1914-2011), 6) Aloïs (1917-1967) et 7) Henri (1920-1993).

### Formation et carrière
Ses parents ont passé la majeure partie de leur vie conjugale à élever leur famille dans leurs domaines en Hongrie, en Autriche et dans ce qui est maintenant la République tchèque, notamment au château de Frauenthal, à celui de Gross-Ullersdorf et au château de Székesfehérvár.
Georg-Hartmann est ingénieur et docteur en agronomie.

### Mariage et postérité
Georg-Hartmann épouse le 23 septembre 1948, au château d'Altshausen, arrondissement de Ravensbourg, en Allemagne, Marie Christine de Wurtemberg (née à Tübingen, le 2 septembre 1924), fille de Philippe Albert de Wurtemberg, prétendant au trône de Wurtemberg (1893-1975) et de sa première épouse l'archiduchesse Hélène d'Autriche (1903-1924).
Ils ont sept enfants, tous titrés prince ou princesse de Liechtenstein : 
- Margarita (née le 1er mai 1950 à Vienne, et morte le 25 juillet 2013), architecte d'intérieurs, mariée à Einsiedeln, le 20 septembre 1974 avec Hans-Peter Klien (né le 6 septembre 1946, à Wolfurt, Voralberg et mort à Rankweil, Voralberg, le 23 juin 2014), dont deux enfants ;
- Maria-Assunta (née le 28 avril 1952 à Vienne), diplômée en biologie, mariée civilement à Vaduz le 24 avril 1981, puis religieusement à Vienne, le 9 mai 1981 avec Harald Link (né à Bâle, Suisse, le 12 janvier 1955), dont deux enfants ;
- Isabelle (née le 17 mai 1954 à Vienne), docteur en médecine généraliste, mariée civilement à Munich le 23 février 1976, puis religieusement à Vienne le 28 février 1976, avec Raimund Adalbert comte zu Erbach-Fürstenau (né à Heidelberg, le 2 avril 1951 et mort à Bad König, le 2 septembre 2017), dont quatre enfants ;
- Christoph (né le 15 janvier 1958 à Vienne), docteur en droit, célibataire ;
- Marie-Helene (née le 8 septembre 1960 à Vienne), assistante technique médicale, célibataire ;
- Georgina (née le 13 novembre 1962 à Vienne), docteur en médecine, épouse civilement à Vaduz le 10 octobre 1985, puis religieusement à Friedrichshafen le 23 novembre 1985 Clemens, comte von Waldburg zu Zeil und Trauchburg (né à Munich, le 13 avril 1960), dont cinq enfants ;
- Michaela (née le 5 juillet 1969 à Vienne), diplômée en histoire, sciences politiques et journalisme, épouse à Hafling le 27 septembre 2008 Alexander Heuken, né à Düsseldorf en 1977, dont un fils.

### Mort et funérailles
Le prince Georg-Hartmann meurt, à l'âge de 86 ans, le 18 janvier 1998 à Vienne. Il est inhumé en la cathédrale Saint-Florin de Vaduz dans la nécropole de la maison princière de Liechtenstein.

## Ascendance
|  |                                               |  |  |  |  |  |  |  |  |  |  |  |  |
|  | 8. Franz Joachim de Liechtenstein             |  |  |  |  |  |  |  |  |  |  |  |  |
|  |                                               |  |  |  |  |  |  |  |  |  |  |  |  |
|  |                                               |  |  |  |  |  |  |  |  |  |  |  |  |
|  | 4. Alfred de Liechtenstein                    |  |  |  |  |  |  |  |  |  |  |  |  |
|  |                                               |  |  |  |  |  |  |  |  |  |  |  |  |
|  |                                               |  |  |  |  |  |  |  |  |  |  |  |  |
|  | 9. Ewa Józefina Potocka                       |  |  |  |  |  |  |  |  |  |  |  |  |
|  |                                               |  |  |  |  |  |  |  |  |  |  |  |  |
|  |                                               |  |  |  |  |  |  |  |  |  |  |  |  |
|  | 2. Aloïs de Liechtenstein                     |  |  |  |  |  |  |  |  |  |  |  |  |
|  |                                               |  |  |  |  |  |  |  |  |  |  |  |  |
|  |                                               |  |  |  |  |  |  |  |  |  |  |  |  |
|  | 10. Aloïs II de Liechtenstein                 |  |  |  |  |  |  |  |  |  |  |  |  |
|  |                                               |  |  |  |  |  |  |  |  |  |  |  |  |
|  |                                               |  |  |  |  |  |  |  |  |  |  |  |  |
|  | 5. Henriette de Liechtenstein                 |  |  |  |  |  |  |  |  |  |  |  |  |
|  |                                               |  |  |  |  |  |  |  |  |  |  |  |  |
|  |                                               |  |  |  |  |  |  |  |  |  |  |  |  |
|  | 11. Franziska Kinsky von Wchinitz und Tettau  |  |  |  |  |  |  |  |  |  |  |  |  |
|  |                                               |  |  |  |  |  |  |  |  |  |  |  |  |
|  |                                               |  |  |  |  |  |  |  |  |  |  |  |  |
|  | 1. Georg-Hartmann de Liechtenstein            |  |  |  |  |  |  |  |  |  |  |  |  |
|  |                                               |  |  |  |  |  |  |  |  |  |  |  |  |
|  |                                               |  |  |  |  |  |  |  |  |  |  |  |  |
|  | 12. François-Charles d'Autriche               |  |  |  |  |  |  |  |  |  |  |  |  |
|  |                                               |  |  |  |  |  |  |  |  |  |  |  |  |
|  |                                               |  |  |  |  |  |  |  |  |  |  |  |  |
|  | 6. Charles-Louis d'Autriche                   |  |  |  |  |  |  |  |  |  |  |  |  |
|  |                                               |  |  |  |  |  |  |  |  |  |  |  |  |
|  |                                               |  |  |  |  |  |  |  |  |  |  |  |  |
|  | 13. Sophie de Bavière                         |  |  |  |  |  |  |  |  |  |  |  |  |
|  |                                               |  |  |  |  |  |  |  |  |  |  |  |  |
|  |                                               |  |  |  |  |  |  |  |  |  |  |  |  |
|  | 3. Élisabeth de Habsbourg-Lorraine            |  |  |  |  |  |  |  |  |  |  |  |  |
|  |                                               |  |  |  |  |  |  |  |  |  |  |  |  |
|  |                                               |  |  |  |  |  |  |  |  |  |  |  |  |
|  | 14. Michel Ier de Portugal                    |  |  |  |  |  |  |  |  |  |  |  |  |
|  |                                               |  |  |  |  |  |  |  |  |  |  |  |  |
|  |                                               |  |  |  |  |  |  |  |  |  |  |  |  |
|  | 7. Marie-Thérèse de Bragance                  |  |  |  |  |  |  |  |  |  |  |  |  |
|  |                                               |  |  |  |  |  |  |  |  |  |  |  |  |
|  |                                               |  |  |  |  |  |  |  |  |  |  |  |  |
|  | 15. Adélaïde de Löwenstein-Wertheim-Rosenberg |  |  |  |  |  |  |  |  |  |  |  |  |
|  |                                               |  |  |  |  |  |  |  |  |  |  |  |  |
|  |                                               |  |  |  |  |  |  |  |  |  |  |  |  |

## Titulature
- 11 novembre 1911 - 18 janvier 1998 : Son Altesse Sérénissime le prince Georg-Hartmann de Liechtenstein, comte de Rietberg.